# Пламен Орешарський
Пламен Василєв Орешарський (болг. Пламен Василев Ореша̀рски; нар. 21 лютого 1960, Бобов-Дол) — болгарський державний діяч лівого спрямування. Прем'єр-міністр Болгарії з 29 травня 2013 до 6 серпня 2014.

## Життєпис
Пламен Орешарський народився 1960 року в болгарському місті Бобов-Дол.
1985 року закінчив у Софії Вищий економічний інститут ім. Карла Маркса (нині Університет національного та світового господарства). 1992 року здобув докторський ступінь (за темою інвестиції та їх аналіз). Проходив практику під час аспірантури у США та Великій Британії. З 1992 до 1993 року викладав у рідному університеті.
1993 року отримав запрошення на роботу до Міністерства фінансів Болгарії, де працював до 1997, очолюючи один з департаментів. Він проявив себе досить гарним організатором і з 1997 року зайняв посаду заступника міністра фінансів, пропрацювавши до 2001. З 2001 до 2005 року він знову викладав в альма-матер, ставши при цьому заступником ректора.
2005 року лідер лівих сил Болгарії Сергій Станішев, ставши головою уряду, призначив Орешарського на посаду міністра фінансів. Той уряд функціонував до 2009 року, а потім вийшов у відставку. Цього разу Орешарський не повернувся до викладацької діяльності, а продовжив працювати в парламенті.
За результатами дострокових виборів в Болгарії навесні 2013 року президент Росен Плевнелієв 23 травня доручив Пламену Орешарському формувати уряд.

### На чолі уряду
Наприкінці травня президент підписав указ, яким запропонував парламентові обрати Пламена Орешарського прем'єром.
Праця на посту прем'єра почалась украй важко. В країні відновились демонстрації та протести з вимогами відставки уряду. Однак праця уряду тривала. 23 липня демонстранти в Софії заблокували виходи з будівлі парламенту, заручниками ситуації виявились міністри, депутати й журналісти. Блокада тривала упродовж восьми годин. Тільки тоді поліція зуміла розблокувати будівлю.

## Наукові праці
Пламен Орешарський має значну кількість наукових праць, професійних коментарів, понад 100 публікацій у спеціалізованій літературі.

### Монографії
- Финансов анализ и управление на инвестициите, Пламен Орешарски, 1992
- Цени и възвращаемост на финансовите инвестиции, Пламен Орешарски, «Люрен», 1994

## Родина
Пламен Орешарський одружений з Елкою Георгієвою Орешарською (лікар-кардіолог медичного центру в місті Софія). Мають сина — Деніслава.